# 共和-福特JB-2
共和-福特JB-2（Republic-Ford JB-2）為二戰末期美國仿製的V-1飛彈。在1944年開發，但從來沒有在戰鬥中使用過。原本計劃在美國進攻日本本土時使用。JB-2也是美國陸軍在二戰中進行的JB計畫（噴射動力炸彈，Jet Bomb）當中最為成功的一款，其研究的相關基礎為後續更先進之戰術彈道飛彈與巡弋飛彈奠定基礎。

## 戰時發展
美國在1942年從英國與丹麥等複合情報來源知道V-1飛彈的存在，隨著更完整的資料陸續彙整後，美國在1943年決定開發噴射動力的飛彈。1944年7月，美國陸軍航空隊和諾斯羅普公司簽訂合約開發飛彈，也就是後來稱為JB-1的武器。
但1944年6月起，V-1飛彈開始攻擊英國，同盟國開始得到且解析V-1的實體，三周後在萊特-派特森空軍基地，美國測試由殘骸逆向工程製作的As014噴射發動機。隨後美國將逆向工程的目標提高，決定由殘骸複製出整顆V-1飛彈。
1944年9月8日，第一批美版V-1飛彈--也就是共和-福特JB-2飛彈開始在共和飛機公司組裝，首批飛彈共完成13枚。和德國原版相比，JB-2外形、結構都大同小異，但長縮小為2公尺、翼展則寬了2.5英寸（63.5公厘），因此JB-2的主翼面積比原版大（60.7平方公尺，V-1為55），尺寸略小。不過JB-2並非使用德國式的過錳酸鉀+過氧化氫推進劑，福特製造的PJ31脈衝噴射發動機換成美國自己研發的較為可靠的推進系統。另外，JB-2在導引方面也做了一些改良，在前100公里可由SCR-584雷達進行軌道的調整，超過之後仍由慣性導引。
雖然JB-1在1944年12月完成試射，但是首次實驗即告失敗；後來美軍檢討計畫時，發現JB-1的噴射發動機價格高昂、妥善率不好，而JB-2的脈衝噴射發動機成本遠低於渦輪噴射發動機，最後美軍決定停止JB-1開發，將資源主要挹注在JB-2測試量產。最初JB-2計畫量產1,000枚，隨後量產計畫調整為每個月1,000枚，但這個需求在1945年4月才逐漸滿足。美國最初計畫製造75,000枚JB-2，用來向納粹德國與日本發動攻擊，但是1945年5月德國投降，產量下修，JB-2的使用目標也就只剩下日本。原本美軍規劃的對日本登陸作戰，登陸發起日之前將會對日本實施持續180天的轟炸，JB-2便是這個戰術任務的一環；除了可用飛機搭載，美軍還計畫改造戰車登陸艦與護衛航空母艦作為發射載臺。不過1945年8月15日日本投降，沒落行動取消，JB-2的生產亦在被9月15日終止。在停止量產計畫前，已經量產了1391枚JB-2。
在二戰期間美國也完成了JB-2的空射實驗，可由大型轟炸機發射JB-2攻擊敵人。戰後海軍也成功由潛艇試射了JB-2。
戰後美國繼續研改JB-2，計畫代號MX-544，研改計畫分成兩個分支：具有內部導引系統、藉由外部導引指示攻擊目標。美國海軍的JB-2編號KGW-1，後續變更代號為LTV-N-2，海軍將它們裝在水密收納箱內，配備給潛艦作為艦載巡弋飛彈。而1947年美國空軍成立後，JB-2也全數移編空軍，繼續研究及改良。
研製的第一代地對地巡航導彈：MGM-1飛彈便是在JB-2的基礎上研製的。